# Georg Herrnreiter

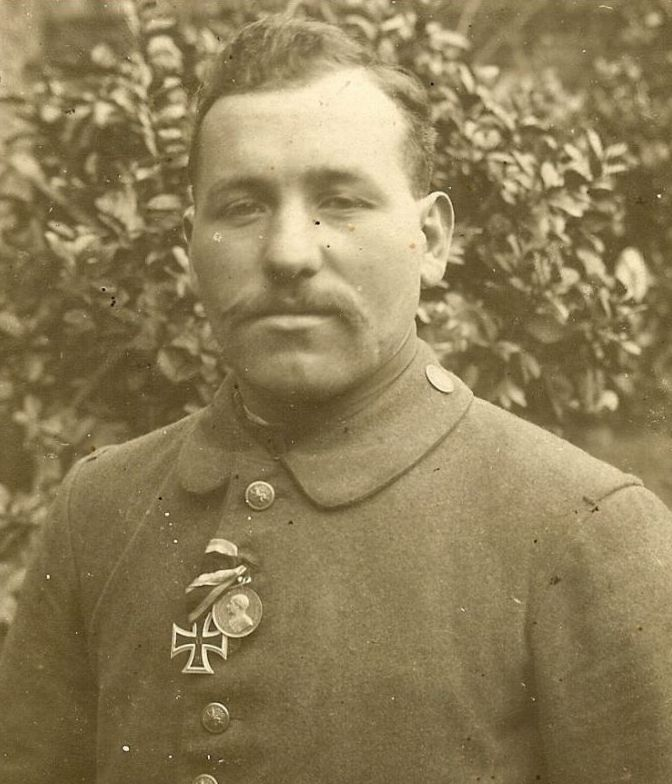
Georg Herrnreiter mit dem EK2 und der Bayerischen Tapferkeitsmedaille

Georg Herrnreiter (* 2. Mai 1891 in Reisbach; † 28. Januar 1916 bei Arras) war ein hochdekorierter deutscher Scharfschütze im Ersten Weltkrieg aus dem Mannschaftsstand. Er zeichnete sich u. a. dadurch aus, dass er innerhalb einer relativ kurzen Zeit eine enorme Anzahl an Abschüssen erzielen konnte. Dies lag daran, dass er die Abschüsse größtenteils am Anfang des Krieges erzielte und die Alliierten diese Abschüsse für Zufallstreffer oder Querschläger hielten. Die Alliierten waren zu diesem Zeitpunkt mit dem deutschen Scharfschützenwesen bzw. mit Scharfschützen allgemein nicht vertraut. Erst als sie die ersten Zielfernrohrgewehre in den deutschen Schützengräben entdeckten, erkannten sie, dass es sich um gezielte Schüsse von Scharfschützen handelte.

## Namensproblematik/Schreibweise
Für Herrnreiter gibt es vier verschiedene Schreibweisen. So wird er in mehreren Publikationen mit dem Namen Georg Herrenreiter angegeben, so z. B. findet man im Nachruf des Lokalblattes und beim Straßennamen in München die Schreibweise Herrenreiter. In der Stammrolle und auf dem Sterbe/Gebetsbild wird aber der Name Herrnreiter genannt. Im Gemeindearchiv des Marktes Reisbach unterschrieb der Vater 1891 mit Herrnreither. Der damalige Bürgermeister Engel beurkundete die Geburt aber mit dem Namen Hernreiter. Auf dem Kriegerdenkmal von Kirchberg (Gemeinde Kröning) findet man folgende Inschrift: Herrnreither Georg 28.01.1916, Arras, 2. Inf. Rgt., vermisst. Die Gefallenen wurden in der Regel auf den Kriegerdenkmälern des letzten Wohnortes niedergeschrieben. In Reisbach bzw. der näheren Umgebung lässt sich über das Telefonbuch nur der Name bzw. die Schreibweise Herrnreiter finden.

## Leben
Geboren wurde er am 2. Mai 1891 in Reisbach, als Sohn von Georg und Katharina Herrnreiter. Seinen Lebensunterhalt verdiente er sich als Erdarbeiter. Nebenbei fiel er strafrechtlich als Wilderer auf.
Am 8. August 1914 wurde er an die Westfront zum 2. Infanterie-Regiment einberufen. Herrnreiter wurde in „Bayerns Goldenem Ehrenbuch“ als verwegener Soldat der 3. Kompanie des 2. Infanterie-Regiments beschrieben. So meldete er sich am 26. September 1914 freiwillig zum täglichen Beziehen eines Baumpostens. Von dieser exponierten und somit gefährlichen Stelle bzw. Stellung gab er wichtige feindliche Truppenbewegungen an die Kompanieführung durch und betätigte sich zusätzlich als Scharfschütze. In der Beschreibung seiner Tätigkeit wird explizit erwähnt, dass Herrnreiter nur „lohnende“ Ziele beschoss. Des Weiteren lenkte er als vorgeschobener Beobachter die eigene Artillerie ins Ziel.
Dabei hatte er teils intensiven feindlichen Beschuss mit Mörsern und gezieltem Einzelbeschuss zu überstehen; u. a. wurde er durch einen Streifschuss verwundet und zwei Gewehre wurden ihm praktisch in der Hand vom Feind zerschossen. Trotzdem hielt er stets in stoischer Ruhe seinen Posten.
Er erzielte 121 bestätigte Tötungen. Einzelne Quellen berichten von 150 Abschüssen. Es ist anzunehmen, dass er die Zahl 121 bis zu seiner Verleihung der Tapferkeitsmedaille erzielte und 150 sein Gesamtergebnis ist. Ihm wurde trotz seiner kriminellen Vergangenheit als Wilderer die Bayerische Tapferkeitsmedaille, die höchste Tapferkeitsauszeichnung Bayerns für Nicht-Offiziere, verliehen. Aufgrund seines einfachen Bildungsniveaus kam er nicht für eine Beförderung zum Unteroffizier in Frage. Herrnreiter fiel, durch einen Granatsplitter tödlich verletzt, am 28. Januar 1916 im Wald von La Folie (Vimyhöhen), bei Givenchy-en-Gohelle, nördlich von Arras.
Sein offizielles Grab ist auf dem Deutschen Soldatenfriedhof Neuville St. Vaast, Block 2, Grab 196.

## Gefechte, gesicherte Teilnahme
Laut seiner Stammrolle nahm er unter anderem gesichert an folgenden Gefechten teil:
- Cirey: Gefecht (14. – 15. August 1914)
- Saarburg: Schlacht (18. – 20. August 1914)
- Ménil: Gefecht (26. – 27. August 1914)
- Château de Villiers: Gefecht (28. – 30. August 1914)
- Cartigny: Vorhutgefecht (23. September 1914)
- Lihons: Vorhutgefecht, Angriff und Stellungskampf (24. September – 16. Oktober 1914)
- Höhen westlich von Vimy: Stellungskampf (12. Oktober 1915 – 27. Januar 1916)
- La Folie westlich von Vimy: Angriffsgefecht (28. Januar 1916)

## Gefechte, wahrscheinliche Teilnahme
- Maricourt : Stellungskampf (26. Oktober – 16. Dezember 1914)
- Maricourt : Stellungskampf (19. Dezember – 28. März 1915)
- Montauban: Stellungskampf (29. März – 3. Oktober 1915)
- La Folie westlich von Vimy: Stellungskampf und Verteidigungsschlacht (8. – 11. Oktober 1915)

## Zitat aus dem Lokalblatt seiner Heimat zu seinem Tode

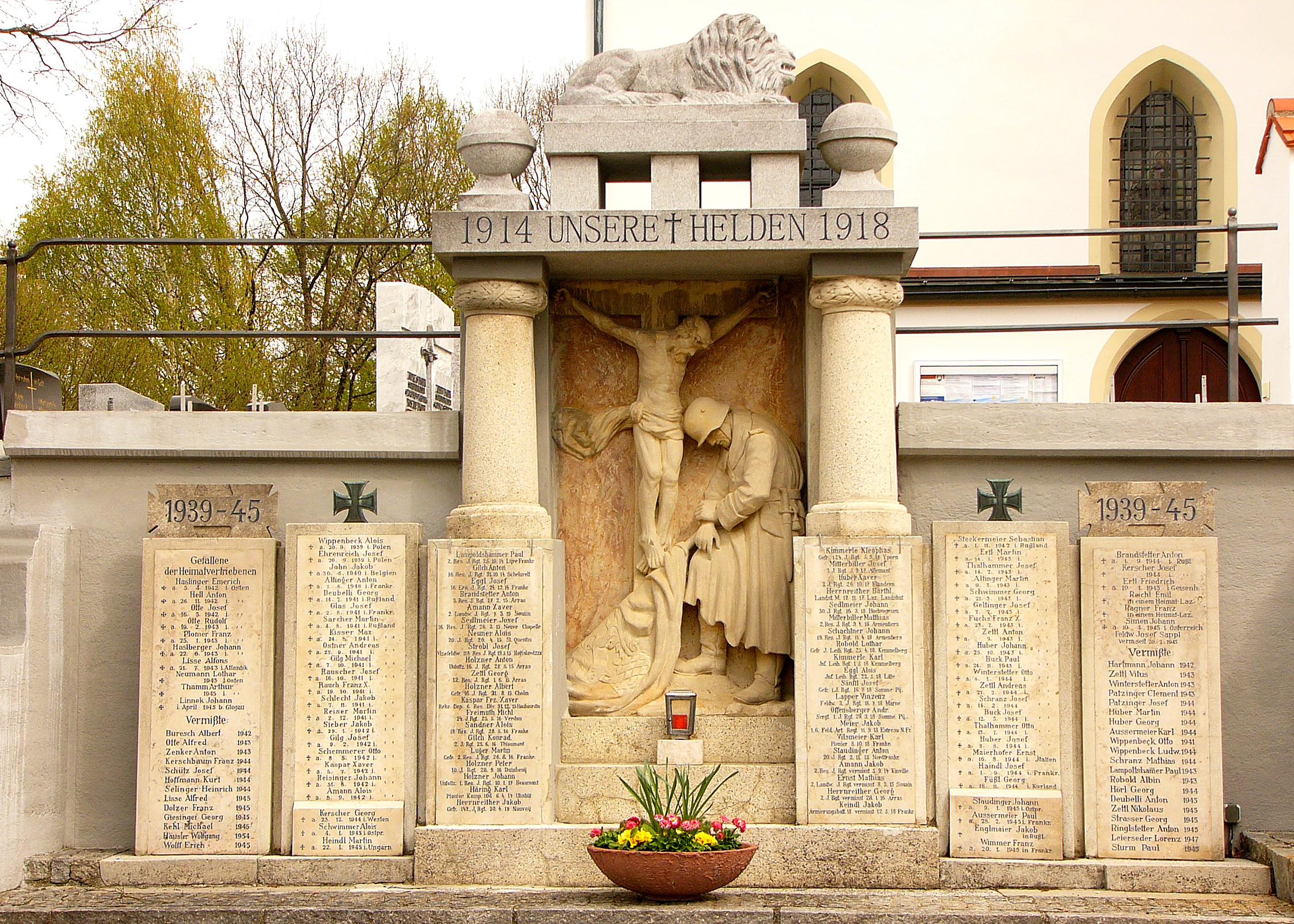
Kriegerdenkmal St. Florian und Wolfgang in Kirchberg. Herrnreiter vierte Tafel von links, zweiter von unten.

Ein bayerischer Held. Ein Held war der Gefreite Herrenreiter, ein alter bayerischer Wilderer, welcher bei Neuville gefallen ist, er ist tot, aber sein Andenken lebt in seinem Regiment fort. Seine Kameraden hielten ihn für kugelfest, weil er sich lachend jedem Schutze stellte und nun ist er doch von einer Kugel hinweggenommen worden. Ruhmvolle Taten hat der Mann vollbracht; er trug seit langem schon die beiden Kreuze an der Brust. Als das 2. Infanterie-Regiment noch an einer anderen Stelle der Front stand (Vermandovillers), da hat dieser erfahrene Wilderer und Jäger sich einen Hochsitz auf einem einsamen Baum gebaut. Hoch oben saß er da, während es um ihn pfiff und heulte, durch viele Tage und die drüben, was sie auch schossen, konnten ihn nicht kriegen; er aber hat in dieser Zeit aus seiner Höhe, die ihm Einblick in die Franzosengräben gab, mit seinem mit Zielfernrohr ausgestatteten Gewehr 121 Gegner hingestreckt. Wo es Patrouillengänge gab, da war der Gefreite Herrenreiter dabei; zum Unteroffizier konnte er nicht befördert werden, nicht etwa wegen seiner Vorstrafen, sondern weil es da doch mit Rücksicht auf seinen recht einfachen Bildungsgrad „nicht langte“. Da, als der prachtvolle Soldat sich wiederum hervorgetan hatte vor allen anderen und in der Franzosenkaserne zu Peronne ihm die goldene Tapferkeitsmedaille überreicht werden konnte, gewährte ihm das Regiment eine Ehrung, wie sie wohl nicht oft in diesem Krieg zuteil wurde. In Parademarsch zog es vor dem Gefreiten Herrenreiter vorbei; Herrenreiter aber meinte zum Schluß: Na, ich hab’ schon bessere Parademärsch’ geseh’n! Er war nicht zufrieden mit der Marschleistung!

## Sonstiges
- Interessanterweise stand auf seinem Sterbe/Gebetsbild, trotz seiner Vorstrafen: Zum frommen Andenken im Gebete an den tugendsamen Jüngling Georg Herrnreiter… (Die Bezeichnung „Jüngling“ bezog sich zweifellos auf sein Unverheiratetsein und nicht auf sein Alter.)
- Das Bayerisches Militärverdienstkreuz 3. Klasse mit Schwertern wurde ihm laut Stammrolle der 3. Kompanie des 2. Infanterie-Regiments am 22. Januar 1916 verliehen. Da er 6 Tage später fiel, gaben seine Angehörigen, nach den satzungsgemäßen Statuten, den Orden wieder zurück.[5]
- In München wurde die Verbindungsstraße zwischen Leonrod- und Horemansstraße nach ihm benannt, mit der offiziellen Begründung: „Georg Herrenreiter Gefreiter der 3.Komp. des 2.Inf.Regt. Kronprinz Inhaber der goldenen Tapferkeitsmedaille, der 14 Tage lang als Baumschütze eine ganze feindliche Stellung in Schach hielt. Geb. 2.5.1891 zu. Reisbach (Ndby.), gefallen am 28.1.1916 vor La Folie.“
- 1947 wurde die Herrenreiterstraße in München, im Zuge der „Entmilitarisierung“, in Neustätter Straße umbenannt.[6]

## Auszeichnungen

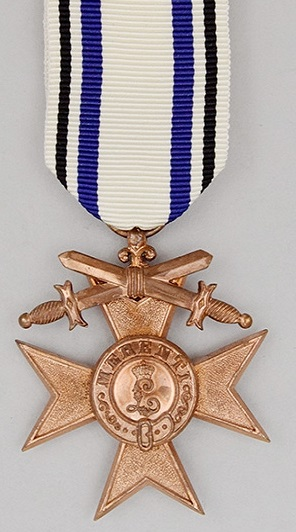

- Eisernes Kreuz 2. Klasse (15. Oktober 1914)
- Bayerische Tapferkeitsmedaille in Gold (30. November 1914)
- Bayerisches Militärverdienstkreuz 3. Klasse mit Schwertern (22. Januar 1916)